# Youme
Youme，本名為吳有美，1980年12月13日—），常見譯名為 尤美，是韓國的女歌手。2002年正式以Solo歌手出道。

## 音樂作品

### 專輯
- 2000年：《Yumie First Album》
- 2002年：《Sad》
- 2005年：《Another Story》
- 2008年：《Memory & Melody》

### 單曲
- 2004年：《내 여자친구를 소개합니다》
- 2008年：《The Musium - Jazz Hiphop Symphony》 - 03.사랑보다 낯선 (Feat.Youme)
- 2009年：《퍼플아이 프렌즈》(Various Artists)
- 2010年：《홍경민 10집》 - 03.진이 (Feat. Youme, 하주연 of 쥬얼리)
- 2010年：《추억이 녹슬다》 (PK 헤만, Youme)
- 2012年：《허밍 어반 스테레오》 - Give me your tonight (Feat.Youme)
- 2013年：《싸구려 반지》
- 2016年：《이 노래 좀 들어주라》
- 2017年：《사랑 그런거 안해요》(with 정립)
- 2018年： 《love love》

### 原聲帶
- 2002年：《연애소설 OST》 -  04.추억이 더 아름다운, 10.바보같은 나
- 2004年：《내 여자친구를 소개합니다  (Windstruck) OST》  - 01.바람이라도 좋아 02.Knockin Heaven's Door
- 2006年：《醜女大翻身 OST》-  02.星, 08.Miss You Much
- 2008年：《為什麼來我家 OST》- 03.반대말
- 2011年：《需要浪漫2012 OST Part 3》 - 나무토막
- 2013年：《Nine：九回時間旅行 OST Part 5》 - 눈물나는 얘기
- 2013年：《主君的太陽 OST Part 8》 - Last One
- 2014年：《三劍客 OST Part 4》 - 꽃이 피듯

## 影視作品
綜藝節目
- 2013年－2018年： KBS2  ，《不朽的名曲：傳說在歌唱》 [1]
- 2013年10月18日：KBS2  ，《柳喜烈的寫生簿》 EP207
- 2016年：MBC ， 《神秘音樂秀：蒙面歌王》 ，內藏劇毒的白雪公主 독을 품은 백설공주 [2]
- 2016年5月17日： JTBC  ，《Two Yoo Project - Sugar Man》 EP31 [3]
- 2018年5月5日：KBS2  ，《柳喜烈的寫生簿》 EP396
- 2020年8月18日： SBS ， 《燃燒的青春》 EP267 [4]
- 2020年11月16日－2021年2月15日：JTBC ，《Sing Again - 無名歌手戰》 33號[5][6]
- 2021年5月2日－2021年6月20日：MBC ，《神秘音樂秀：蒙面歌王》 五月的祖母綠

## 外部連結
- Youme （页面存档备份，存于）的頻道
- Youme的Instagram帳戶
- Youme （页面存档备份，存于）的Cafe